# جرعه‌ای آب خنک به من دهید، دارم می‌میرم
جرعه‌ای آب خنک به من دهید، دارم می‌میرم (انگلیسی: Just Give Me a Cool Drink of Water 'fore I Diiie) اولین مجوعه از اشعار نویسنده و شاعر آمریکایی-آفریقایی تبار، مایا آنجلو است. بسیاری از اشعار نوشته شده در این مجموعه، برگرفته از شعرهایی است که او در طول دورانی که خواننده و بازیگر یک کلوپ شبانه بود سروده شده بود و تا قبل از انتشار اولین خودزندگی‌نامهٔ وی مشهور به می‌دانم چرا پرنده در قفس می‌خواند به سال ۱۹۶۹، بر روی ۲ آلبوم ضبط گردیدند. آنجلو خودش را شاعر و نمایش‌نامه‌نویس می‌دانست اما عموماً به واسطهٔ ۷ زندگی‌نامه‌ای که از خودش به یادگار گذاشته شناخته شده‌است. در آغاز کار، او شروع به نوشتن یک زندگی‌نامه و تعدادی شعر نمود که مجموعه اشعار وی جزو پرفروش‌ترین‌ها بود.